# David Robertson Duguid
David Robertson Duguid, britanski general, * 1888, † 1973.